# París-Tours 2018
La 112.ª edición de la clásica ciclista París-Tours fue una carrera en Francia que se celebró el 7 de octubre de 2018 sobre un recorrido de 214,5 kilómetros con inicio en la ciudad de Chartres y final en la ciudad de Tours.
La carrera formó parte del UCI Europe Tour 2018, dentro de la categoría 1.HC, y fue ganada por el danés Søren Kragh Andersen del Sunweb. El neerlandés Niki Terpstra del Quick-Step Floors y el francés Benoît Cosnefroy del Ag2r La Mondiale completaron el podio como segundo y tercer clasificado respectivamente.

## Equipos participantes
Tomaron parte en la carrera 23 equipos: 9 de categoría UCI WorldTeam; 12 de categoría Profesional Continental; y 2 de categoría Continental. Formando así un pelotón de 160 ciclistas de los que acabaron 104. Los equipos participantes fueron:
| WorldTeams (9)- Quick-Step Floors - Team Sunweb - Lotto Soudal - AG2R La Mondiale - Groupama-FDJ - Lotto NL-Jumbo - Dimension Data - Katusha-Alpecin - EF Education First-Drapac p/b Cannondale Equipos continentales profesionales (12)- Wanty-Groupe Gobert - Cofidis, Solutions Crédits - Direct Énergie - Fortuneo-Samsic - Vital Concept - Sport Vlaanderen-Baloise - Delko-Marseille Provence-KTM - Roompot-Nederlandse Loterij - Vérandas Willems-Crelan - Israel Cycling Academy - Euskadi Basque Country-Murias - WB-Aqua Protect-Veranclassic Equipos continentales (2)- Saint Michel-Auber 93 - Roubaix Lille Métropole |
| |

## Clasificación final
- Las clasificaciones finalizaron de la siguiente forma:[3]

| \| Clasificación general \| Clasificación general \| Clasificación general \| Clasificación general \| Clasificación general \| \| Ciclista \| Ciclista \| Equipo \| Tiempo \| \| \| --------------------- \| --------------------- \| --------------------------- \| --------------------- \| --------------------- \| \| 1.º \| Søren Kragh Andersen \| Team Sunweb \| 4 h 37 min 55 s \| \| \| 2.º \| Niki Terpstra \| Quick-Step Floors \| + 25 s \| \| \| 3.º \| Benoît Cosnefroy \| AG2R La Mondiale \| + 25 s \| \| \| 4.º \| Oliver Naesen \| AG2R La Mondiale \| + 1 min 14 s \| \| \| 5.º \| Valentin Madouas \| Groupama-FDJ \| + 1 min 14 s \| \| \| 6.º \| Tiesj Benoot \| Lotto-Soudal \| + 1 min 14 s \| \| \| 7.º \| Sep Vanmarcke \| EF Education First-Drapac \| + 1 min 14 s \| \| \| 8.º \| Philippe Gilbert \| Quick-Step Floors \| + 1 min 14 s \| \| \| 9.º \| Taco van der Hoorn \| Roompot-Nederlandse Loterij \| + 1 min 24 s \| \| \| 10.º \| Jos van Emden \| LottoNL-Jumbo \| + 1 min 24 s \| \| |                      |                             |                 |
| |                      |                             |                 |
| Fuente: ProCyclingStats |                      |                             |                 |
| Clasificación general |                      |                             |                 |
| Ciclista | Ciclista             | Equipo                      | Tiempo          |
| 1.º | Søren Kragh Andersen | Team Sunweb                 | 4 h 37 min 55 s |
| 2.º | Niki Terpstra        | Quick-Step Floors           | + 25 s          |
| 3.º | Benoît Cosnefroy     | AG2R La Mondiale            | + 25 s          |
| 4.º | Oliver Naesen        | AG2R La Mondiale            | + 1 min 14 s    |
| 5.º | Valentin Madouas     | Groupama-FDJ                | + 1 min 14 s    |
| 6.º | Tiesj Benoot         | Lotto-Soudal                | + 1 min 14 s    |
| 7.º | Sep Vanmarcke        | EF Education First-Drapac   | + 1 min 14 s    |
| 8.º | Philippe Gilbert     | Quick-Step Floors           | + 1 min 14 s    |
| 9.º | Taco van der Hoorn   | Roompot-Nederlandse Loterij | + 1 min 24 s    |
| 10.º | Jos van Emden        | LottoNL-Jumbo               | + 1 min 24 s    |

## UCI World Ranking
La París-Tours otorga puntos para el UCI Europe Tour 2018 y el UCI World Ranking, este último para corredores de los equipos en las categorías UCI WorldTeam, Profesional Continental y Equipos Continentales. La siguiente tabla muestra el baremo de puntuación y los 10 corredores que obtuvieron más puntos:
| Posición              | 1.º | 2.º | 3.º | 4.º | 5.º | 6.º | 7.º | 8.º | 9.º | 10.º | 11.º | 12.º | 13.º | 14.º | 15.º | 16.º-30.º | 31.º-40.º |
| Clasificación general | 200 | 150 | 125 | 100 | 85  | 70  | 60  | 50  | 40  | 35   | 30   | 25   | 20   | 15   | 10   | 5         | 3         |

| 1.º  | Søren Kragh Andersen | Sunweb                      | 200 |
| 2.º  | Niki Terpstra        | Quick-Step Floors           | 150 |
| 3.º  | Benoît Cosnefroy     | Ag2r La Mondiale            | 125 |
| 4.º  | Oliver Naesen        | Ag2r La Mondiale            | 100 |
| 5.º  | Valentin Madouas     | Groupama-FDJ                | 85  |
| 6.º  | Tiesj Benoot         | Lotto Soudal                | 70  |
| 7.º  | Sep Vanmarcke        | EF Education First-Drapac   | 60  |
| 8.º  | Philippe Gilbert     | Quick-Step Floors           | 50  |
| 9.º  | Taco van der Hoorn   | Roompot-Nederlandse Loterij | 40  |
| 10.º | Jos van Emden        | LottoNL-Jumbo               | 35  |